# 南興神社

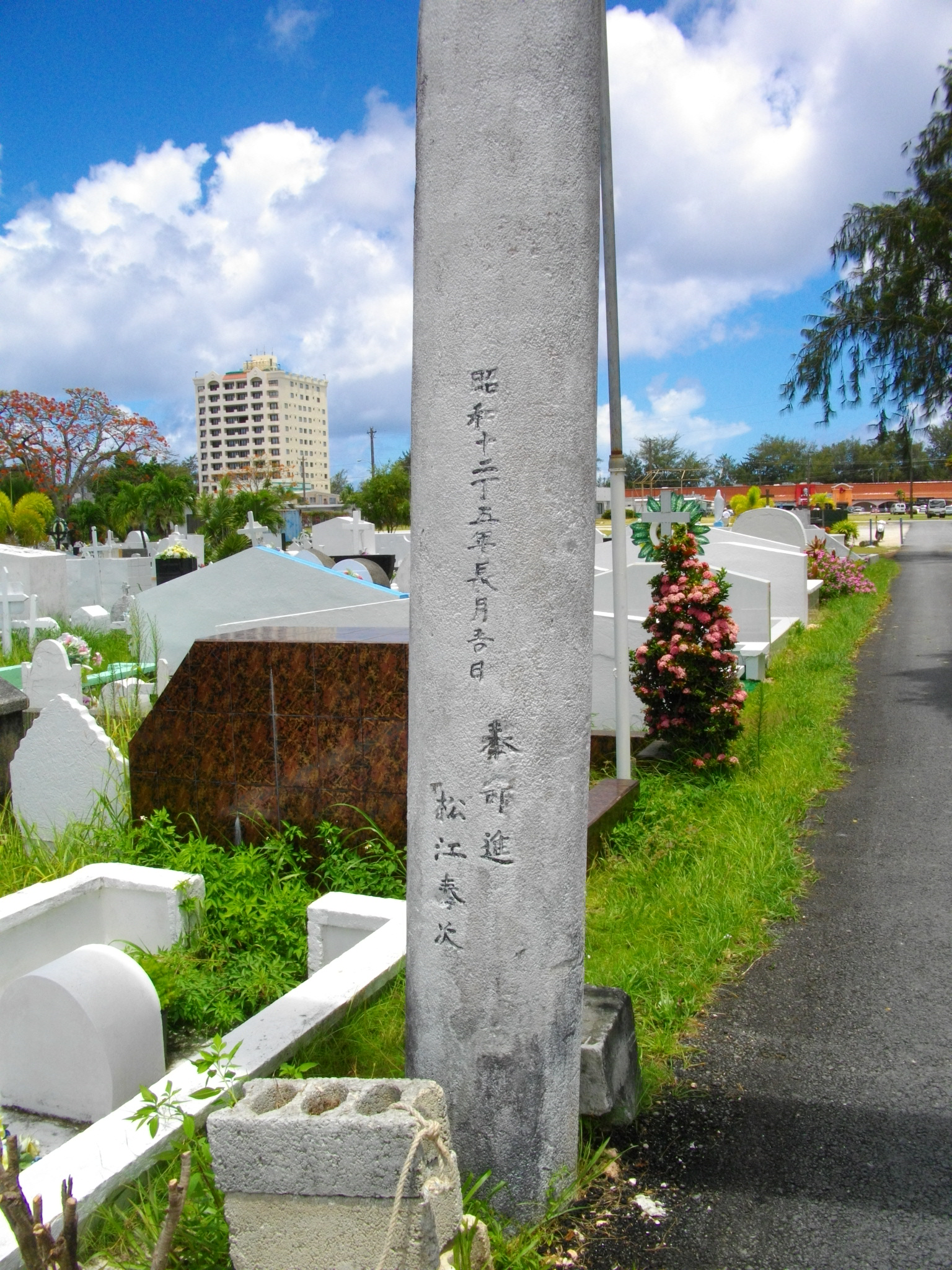
松江春次が奉納した鳥居(2011年5月撮影)。現在は撤去されている。

南興神社（なんこうじんじゃ）は、南洋群島サイパン支庁チャランカ町（現・アメリカ合衆国北マリアナ諸島チャラン・カノア）にあった神社である。

## 歴史

### 戦前
1937年（昭和12年）に創建された神社で、南洋興発社長の松江春次らが発起人となった。南洋興発は当時の南洋群島最大の企業であり、従業員の福利厚生の一環として、心の拠り所となるべき神社を各地に建てていた。南興神社も南洋興発サイパン製糖工場のそばに建てられた。神社名の「南興」は南洋興発の略称に由来する。往年の例祭では南洋興発関係者やチャランカ町町民が集まり、サトウキビの豊穣を祝ったという。

### 戦後
戦後、南洋興発は消滅し、サイパン製糖工場も「マウント・カーメル教会」というカトリック教会になった。南興神社境内もマウント・カーメル教会が運営する墓地となった。ただ神社だった頃の名残もあり、墓地中央の十字架の置かれた祠は社殿のような造りになっており、当時の石灯篭が今もなお残されている。